# New Center
El New Center es un Distrito Histórico comercial y residencial ubicado en la parte alta de Detroit, Míchigan. Está adyacente a Midtown, a 1,6 km al norte del Centro Cultural y a 5 km al norte del Downtown. El área está centrada justo al oeste de la intersección de Woodward Avenue y Grand Boulevard, y está delimitada e incluye el Distrito Histórico de Virginia Park en el norte, la Edsel Ford Freeway (I-94) en el sur, John R Street en el al oriente y Lodge Freeway al occidente. New Center, y las áreas circundantes al norte de la I-94, a veces se consideran colindantes con North End, aunque en realidad son distritos separados.
El corazón de New Center se desarrolló en la década de 1920 como un centro comercial que ofrecería un acceso conveniente tanto a los recursos del centro como a las fábricas periféricas. Algunos historiadores creen que New Center puede ser la ciudad periférica original, un subcentro alejado, pero relacionado con un núcleo urbano principal. El descriptor "New Center" deriva su nombre de New Center News, un periódico gratuito centrado en la automoción que comenzó en 1933 y que sigue funcionando con el nombre de Detroit Auto Scene. De 1923 a 1996, General Motors mantuvo su sede mundial en New Center (en lo que ahora es Cadillac Place) antes de trasladarse al Renaissance Center; antes de convertirse en una división de GM, Fisher Body tenía su sede en el Edificio Fisher. Tanto Cadillac Place como Fisher Building son hitos históricos nacionales. Además de las oficinas gubernamentales y comerciales a lo largo de Woodward y Grand Boulevard, New Center contiene el Teatro Fisher, el Hotel St. Regis, el Hospital Henry Ford, restaurantes y áreas residenciales.

## Historia
En 1891, el alcalde de Detroit Hazen S. Pingree inició la construcción de Grand Boulevard, una avenida circunvalar que rodeaba Detroit. El bulevar corría por 19 km, curvando desde el río Detroit en el oeste hasta el río en el este y cruzando la Woodward Avenue en un punto aproximadamente a 4,8 km del Downtown. Originalmente se pensó que fuera el límite absoluto de la expansión de la ciudad, aunque el fuerte crecimiento a principios del siglo XX empujó rápidamente los límites mucho más allá del Grand Boulevard.

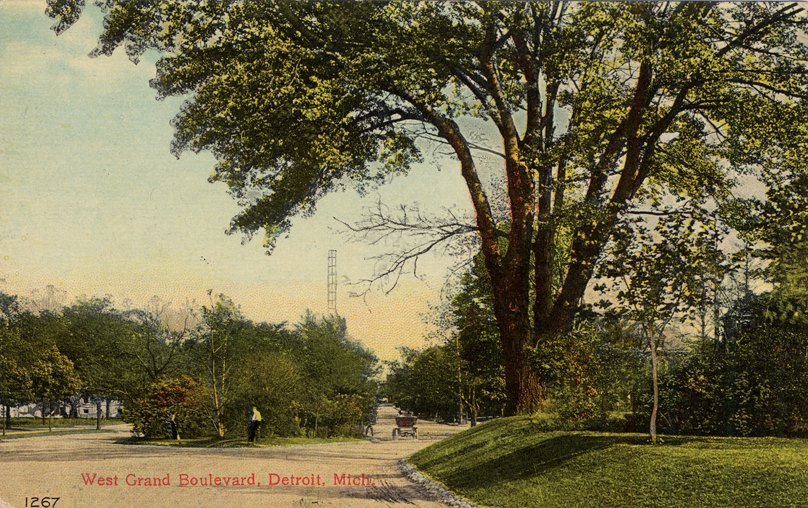
El Grand Boulevard en 1913.

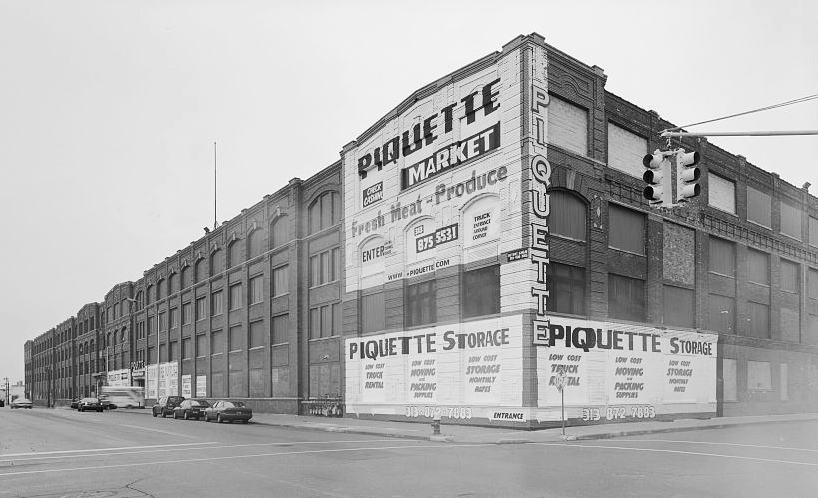
Planta de Studebaker en el Distrito Histórico Industrial de Piquette Avenue.

En la década de 1890, se construyó una importante infraestructura ferroviaria conocida como Milwaukee Junction al sur de Grand Boulevard para facilitar la expansión industrial en la ciudad de Detroit. Para aprovechar la línea de ferrocarril, se construyeron plantas industriales en esta área a ambos lados de Woodward Avenue, con la industria automotriz involucrada de manera prominente. 
Parte de esta área al este de Woodward es ahora el Distrito Histórico Industrial de Piquette Avenue, mientras que el área al oeste de Woodward y al sur de las vías del tren es el Distrito Histórico de New Amsterdam. En 1904, Burroughs Adding Machine Company construyó una gran fábrica en Third, y al año siguiente Cadillac construyó una planta de ensamblaje justo al este de Burroughs.
En 1915, Henry Ford compró el Hospital General de Detroit en dificultades financieras y sus terrenos en Grand Boulevard y Hamilton (al oeste de Woodward) y lo reabrió como el Hospital Henry Ford con 48 camas. Poco después, Ford inició la construcción de una instalación de 4.600 m² en el mismo lugar; el hospital más grande abrió en 1921.

## Arquitectura
A finales de la década de 1910 y principios de la de 1920, la industria del automóvil en Detroit creció rápidamente. El auge económico dificultó la obtención de tierras en el centro de Detroit. La falta de paquetes adecuados frustró a William C. Durant en su búsqueda de la ubicación óptima para su planificada sede de General Motors. Durant miró hacia el norte y se instaló en un lugar al oeste de Woodward Avenue en Grand Boulevard. En ese momento, el área era un distrito residencial de casas privadas y pequeños edificios de apartamentos.

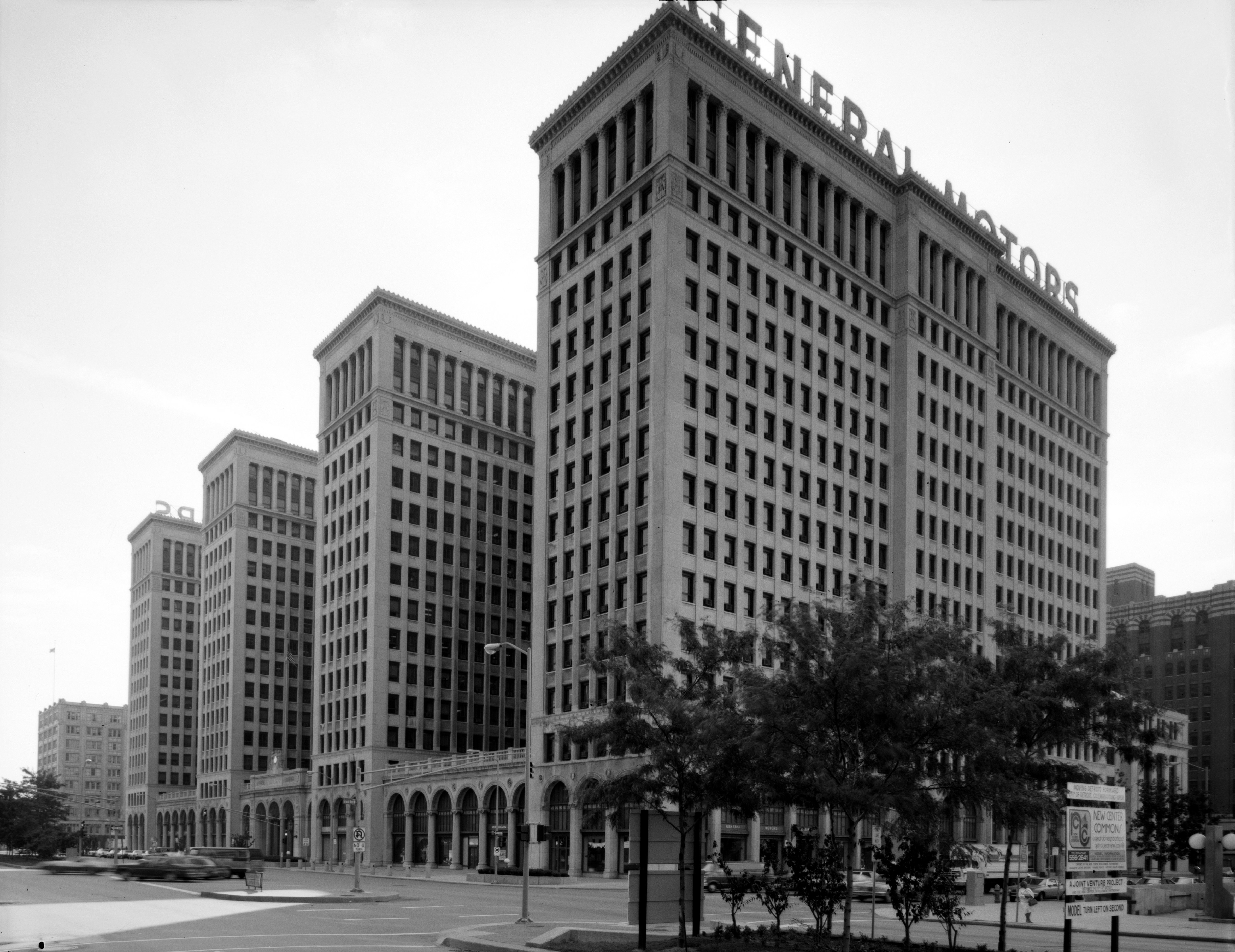
El General Motors Building (1922), diseñado por Albert Kahn.

Durant contrató a Albert Kahn para diseñar su edificio, y en 1919 se rompió el terreno. El edificio originalmente se llamaría "Edificio Durant", pero Durant dejó la empresa antes de que se terminara el edificio, por lo que cuando se inauguró en 1922, el edificio fue llamado "Edificio de General Motors" (ahora Cadillac Place). A medida que General Motors seguía creciendo, la empresa necesitaba más espacio. A finales de la década de 1920, construyeron un segundo edificio, el Laboratorio de Investigación de General Motors (también conocido como el Argonaut Building), también diseñado por Kahn, directamente al sur de su sede. El edificio se construyó en dos fases y se terminó en 1930.
Casi al mismo tiempo, los hermanos Fisher de Fisher Body siguieron a General Motors al área. Comenzaron la construcción de su Fisher Building del en 1927, ubicado al otro lado de Grand Boulevard desde el edificio de General Motors. Los  hermanos Fisher también contrataron a Kahn y no repararon en gastos para construir el edificio de su sede. Luego siguió con la construcción del edificio New Center (ahora el Albert Kahn Building), completado en 1932. Sin embargo, la Gran Depresión obligó a los Fisher a romper sus planes de construir un complejo de edificios en New Center, incluido un grandioso versión de tres torres del edificio Fisher. En 1940, Saks Fifth Avenue abrió su cuarta tienda por departamentos de línea completa en este edificio. La tienda cerró en 1978 y se trasladó a Fairlane Town Center en Dearborn.

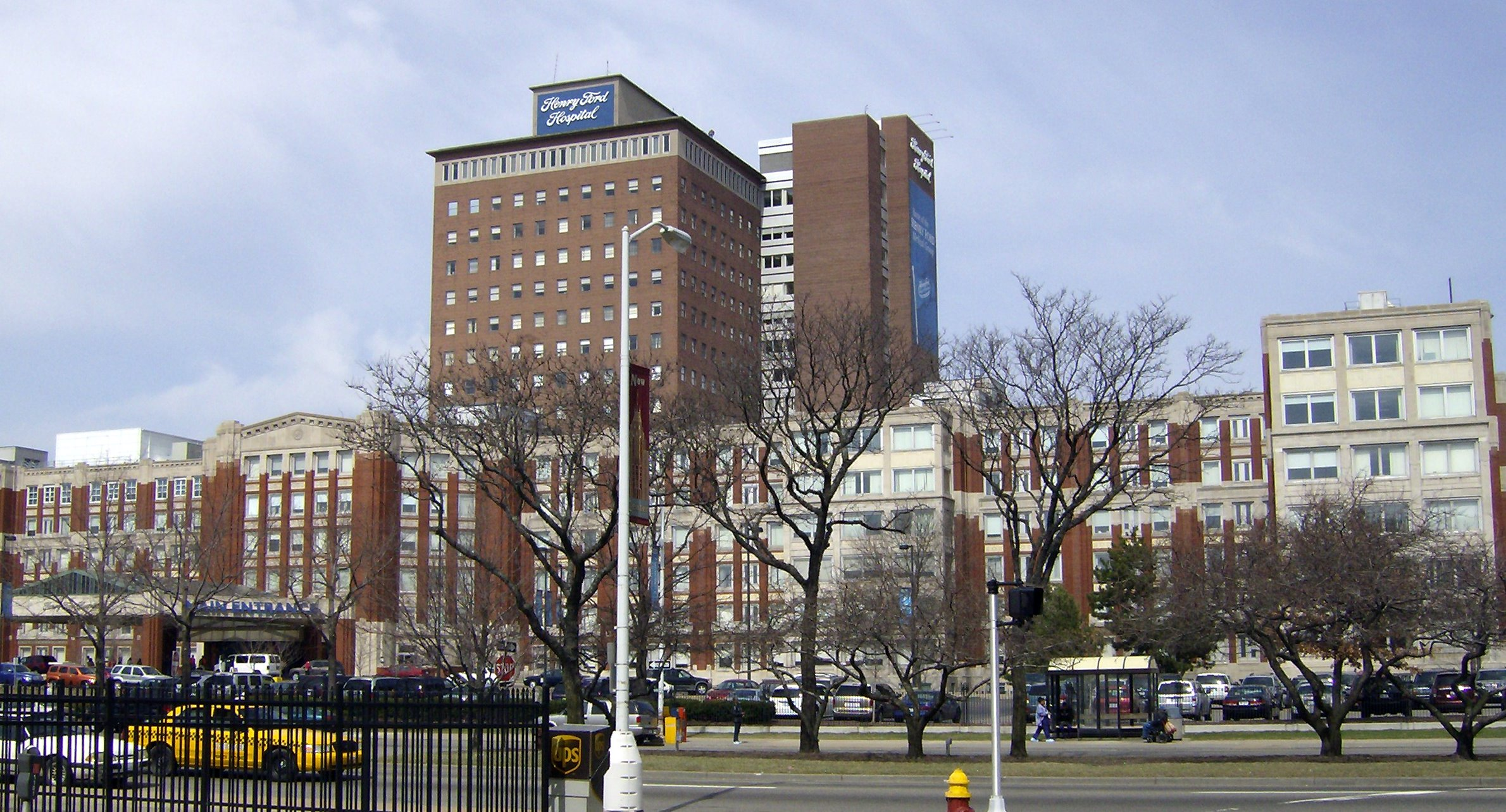
El Hospital Henry Ford.

El Hospital Henry Ford siguió expandiéndose. El hospital ha construido numerosas adiciones a su campus desde su creación por Henry Ford, desde el Hogar de Ancianos Clara Ford en 1925 hasta su clínica de gran altura en 1955 y los apartamentos del hospital en 1976. En 1992, Henry Ford compró la antigua sede de Burroughs a la sur y lo renombró One Ford Place. El edificio es ahora la sede corporativa del Hospital Henry Ford.

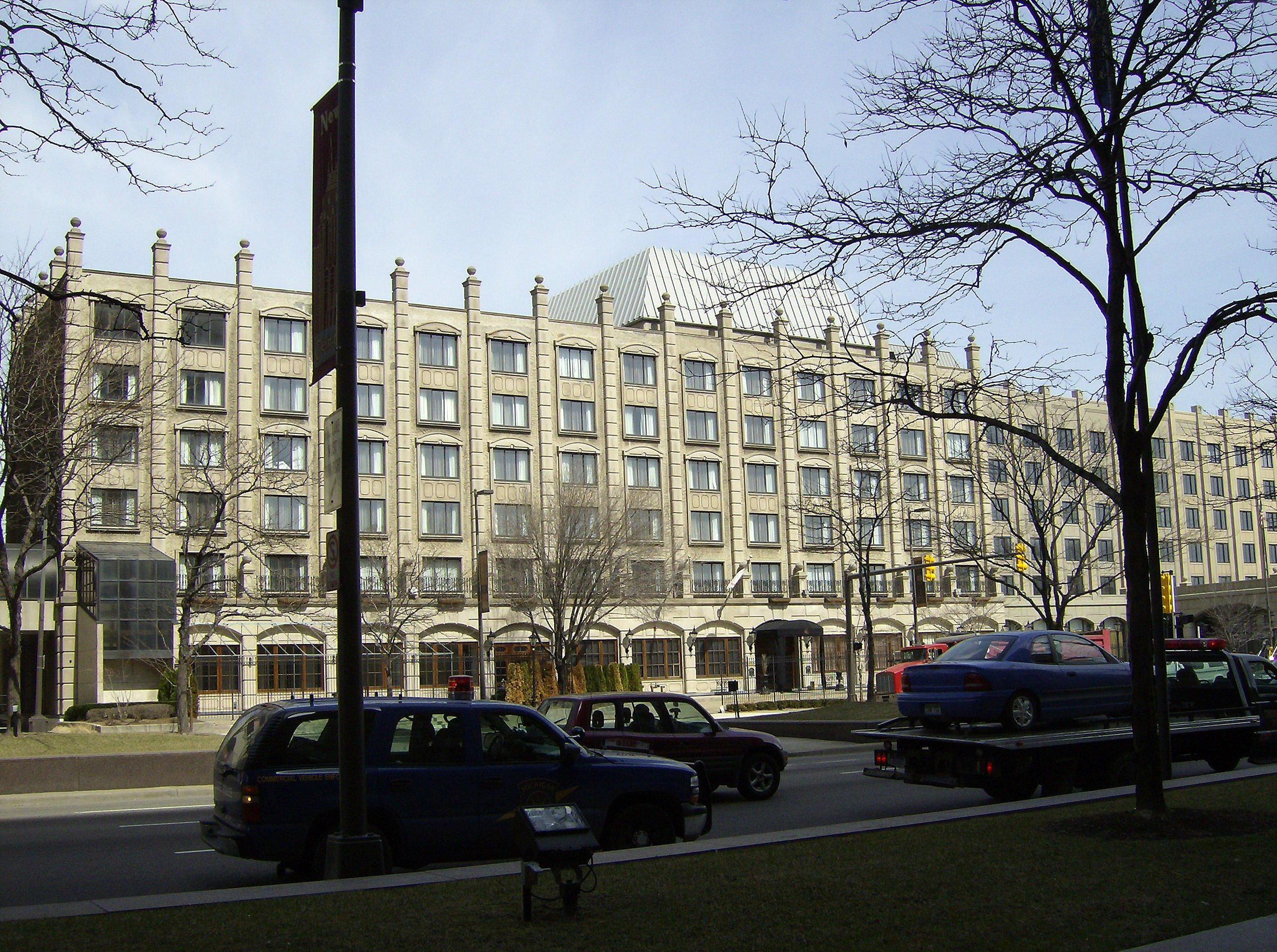
Hotel St. Regis, en West Grand Boulevard.

En 1966, el Hotel St. Regis fue construido en el lado norte de Grand Boulevard, cerca de la sede de General Motors. En 1988, el hotel se duplicó en tamaño. En 1980, General Motors construyó otra adición al corazón de New Center, New Center One, ubicado al otro lado de Grand Boulevard desde su sede. El nuevo edificio de ocho pisos albergaba tiendas minoristas, oficinas y algunas divisiones de General Motors.
En 1977, General Motors comenzó a restaurar algunos de los vecindarios residenciales al norte de Grand Boulevard. El resultado fue el "New Center Commons", una colección de viviendas unifamiliares renovadas en el lado norte de New Center. Con la revitalización de Virginia Park, New Center tiene dos vecindarios residenciales históricos distintos dentro de sus límites. General Motors también facilitó la rehabilitación de algunas viviendas multifamiliares. 
A fines de la década de 1990 y principios de la de 2000, se construyeron nuevas casas adosadas y condominios en lo que habían sido áreas vacías de New Center, incluida una sección a lo largo de Woodward, al norte de Grand Boulevard. La renovación adicional del loft (así como TechTown, el centro de investigación e incubadora de negocios de WSU) se llevó a cabo al mismo tiempo dentro del Distrito Histórico de New Amsterdam.

## Economía
New Center sirvió como una especie de campus corporativo para GM durante 70 años. Sin embargo, la empresa abandonó el área en la década de 1990 y trasladó su sede al centro de Renaissance Center. El antiguo edificio de General Motors, ahora llamado Cadillac Place, es propiedad del estado de Míchigan y está ocupado por él.
La economía del área del New Center está dominada en gran parte por el Sistema de Salud Henry Ford, el sistema de Escuelas Públicas de Detroit con su sede en el Edificio Fisher y más de 2,000 empleados del Estado de Míchigan en el complejo de oficinas Cadillac Place.

## Distritos
| Nombre                                           | Imagen | Ubicación | Resumen |
| ------------------------------------------------ | --- | --- | --- |
| Distrito Histórico de Arden Park–East Boston     | | Avenidas Arden Park y E. Boston entre las avenidas Woodward y Oakland 42°23′19″N 83°4′49″O / 42.38861, -83.08028                        | Fue construido en la década de 1890 al este de Woodward en lo que entonces era el extremo norte de Detroit. El vecindario estaba plantado con grandes lotes que cuentan con árboles y flores ricamente plantados, y atrae a residentes más ricos; Algunos de los primeros residentes del vecindario fueron Frederick Fisher, John Dodge y J.L. Hudson. El vecindario, junto con el cercano Boston–Edison (también en el registro), siguió siendo una dirección principal para la vida residencial en Detroit con aproximadamente 92 casas y mansiones grandes. |
| Distrito Histórico de Atkinson Avenue            | | Atkinson Avenue entre la Lodge Freeway y la Avenida Linwood                                                                             | Al sur de Boston–Edison, contiene aproximadamente 225 casas construidas entre 1915 y 1925. |
| Distrito Histórico de Boston–Edison              | | Aproximadamente acotado por Edison Street, Woodward y Linwood Aves. y Glynn Ct. 42°22′54″N 83°5′50″O / 42.38167, -83.09722              | Consta de más de 900 casas, construidas principalmente entre 1905 y 1925, lo que lo convierte en el Distrito Histórico residencial más grande de la nación. Entre sus residentes esruvieron Henry Ford, James J. Couzens, Horace Rackham, Charles T. Fisher, Peter E. Martin, C. Harold Wills, Clarence W. Avery, Sebastian S. Kresge y Clarence Burton. Es uno de los distritos históricos residenciales más grandes de la nación. |
| Distrito Histórico de New Amsterdam              | | 435, 450 Amsterdam;440, 41-47 Burroughs; 5911-5919, 6050-6160 Cass; 6100-6200 Second 42°21′56″N 83°4′21″O / 42.36556, -83.07250         | Contiene una mezcla de edificios industriales, comerciales y gubernamentales / de servicios públicos construidos principalmente cerca del cambio de siglo. La industria en el distrito fue habilitada por la construcción de una importante infraestructura ferroviaria, conocida como Milwaukee Junction, en la década de 1890. Incluye la planta de ensamblaje original de Cadillac. |
| New Center                                       | | 7430 2.º Avenue y 3011 W. Grand Boulevard 42°22′11″N 83°4′39″O / 42.36972, -83.07750                                                    | El Cadillac Place y el Fisher Building son monumentos históricos nacionales en el área de New Center. El importante complejo demuestra algunas de las mejores artesanías y el arte en los edificios de estilo art déco. Ambos fueron financiados por los hermanos Fisher (de Fisher Body) y diseñados por Albert Kahn. New Center es una vibrante comunidad residencial. El Hotel St. Regis en 2016 será otro Hito Histórico en la Nueva Área Central. |
| Distrito Histórico Industrial de Piquette Avenue | Piquette La avenida que mira este de Woodward. Fisher Planta de cuerpo 23 y el Ford Piquette planta de Avenida es en el izquierdo; Fisher Planta de Cuerpo 21 es en el correcto. | Aproximadamente acotado por Woodward, Harper, Hastings y la Grand Trunk Western Railroad Line 42°22′5″N 83°3′57″O / 42.36806, -83.06583 | El área a lo largo de Piquette fue un importante centro para la producción de automóviles a principios del siglo XX. Ford Motor Company, Studebaker, Cadillac, Dodge y Regal Motor Car tenían plantas en el área, además de proveedores como Fisher Body. En 1910, los dos productores de automóviles más grandes del mundo, Studebaker y Ford, estaban ubicados uno al lado del otro en Piquette. El distrito incluye la Planta de la Avenida Ford Piquette, Monumento Histórico Nacional.                                                                    |
| Distrito Histórico de Virginia Park              | | Ambos lados de Virginia Park de Woodward Avenue a John Lodge Service Dr. 42°22′29″N 83°4′54″O / 42.37472, -83.08167                     | En 1893, Virginia Park se construyó con 92 lotes relativamente pequeños. Los requisitos aseguraron que solo los empresarios y profesionales acomodados pudieran permitirse construir una casa en el vecindario. La mayoría de las casas fueron construidas entre 1893 y 1915, en estilos neo-tudor, neo-georgiano, Bungaló y Arts and Crafts. |